# 1800
1800 (MDCCC) je bilo izjemoma navadno leto, ki se je po gregorijanskem koledarju začelo na sredo, po 11 dni počasnejšem julijanskem koledarju pa prestopno leto, ki se je začelo na nedeljo. Od 1. marca je tako julijanski koledar zaostajal 12 dni.

## Dogodki
- 7. februar - Francozi na plebiscitu z večino glasov potrdijo Napoleona kot prvega konzula.
- 14. marec - Pij VII. nasledi Pija VI. kot 251. papež.
- 2. april - krstna izvedba Beethovnove Simfonije št. 1 v dunajskem Burgtheatru.
- 24. april - v Washingtonu je ustanovljena Kongresna knjižnica.
- 15. maj - Napoleon prečka Alpe in vdre v Italijo.
- 2. julij in 1. avgust - z zakoni o združitvi, ki jih sprejmeta irski in britanski parlament, sta Kraljevina Irska in Kraljestvo Velike Britanije združena v Združeno kraljestvo Velike Britanije in Irske.
- 28. julij - prva osvojitev Velikega Kleka (1798 m) na meji Koroške in Tirolske

## Rojstva
- 14. januar - Ludwig Ritter von Köchel , avstrijski pravnik, muzikolog, skladatelj, botanik, založnik in avtor Mozartovega kataloga del († 1877)
- 7. februar - Jožef Blaznik, slovenski tiskar in založnik († 1872)
- 17. junij - William Parsons Rosse, irski astronom († 1867)
- 22. julij - Jakob Lorber, slovenski mistik in pisatelj († 1864)
- 31. julij - Friedrich Wöhler, nemški kemik († 1882)
- 28. avgust - Franc Hül, katoliški duhovnik, zgodovinopisec in dekan Slovenske okrogline († 1880)
- 18. november - Andrej Smole, zbiratelj in zapisovalec slovenskih pesmi († 1840)
- 26. november - Anton Martin Slomšek, prvi mariborsko-lavantinski škof, narodni buditelj, pisatelj, pesnik († 1862)
- 3. december - France Prešeren, slovenski pesnik († 1849)

## Smrti
- 3. marec - Gregor Jožef Plohel, slovenski katoliški duhovnik in pisatelj (* 1730)
- 22. november - Salomon Maimon, nemško-judovski filozof (* 1754)
- 27. december - Hugh Blair, škotski razsvetljenski filozof, pisatelj in retorik (* 1718)